# Життя Клима Самгіна
«Життя Клима Самгіна (Сорок років)» — роман, найбільший підсумковий твір Максима Горького. Складається з чотирьох частин. Четверту частину автор трохи не закінчив і не відредагував. Роман писався з 1925 року до смерті Горького в 1936 році (перша частина — 1925–1926 роки, другий — 1926–1928 роки, третя — 1928–1930 роки, четверта — 1931–1936 роки)

## Задум роману
Про задум твору Максим Горький розповів 1931 р. на засіданні редакційної ради видавництва ВЦСПС. 
"Цю книгу я задумав давно, після першої революції п'ятого — шостого року, коли інтелігенція, що вважала себе революційною, і справді брала фактичну участь в організації першої революції, — в сьомому — восьмому роках почала круто йти направо. Тоді з'явився кадетський збірник «Віхи» і цілий ряд інших творів, які вказували і доводили, що інтелігенції з робочим класом і взагалі з революцією не по дорозі. «У мене з'явилося бажання дати фігуру такого, на мою думку, типового інтелігента. Я їх знав особисто і в досить великій кількості, але, крім того, я знав цього інтелігента історично, літературно, знав його як тип не тільки нашої країни, а й Франції та Англії. Цей тип індивідуаліста, людини неодмінно середніх інтелектуальних здібностей, позбавленої будь-яких яскравих якостей, проходить в літературі протягом всього XIX століття. Цей тип був і у нас. Людина — член революційного гуртка, потім увійшла до історії буржуазної державності як її захисник. Вам, ймовірно, не потрібно нагадувати про те, що та інтелігенція, яка мешкає в еміграції за кордоном, зводить наклеп на Союз Рад, організовує змови і взагалі займається підлостями, ця інтелігенція здебільшого складається з Самгіна. Багато з людей, які зараз зводять наклеп на нас найбільш цинічним чином, були людьми, яких не я один вважав досить поважними … Чи ж мало було людей, які круто повернулись і для яких соціальна революція органічно неприйнятна. Вони себе вважали надкласової групою. Це виявилося невірним, тому що, як тільки сталося те, що сталося, вони негайно обернулися спиною до одного класу, особою — до іншого. Що ж ще сказати? Мені хотілося зобразити в особі Самгіна такого інтелігента середньої вартості, який проходить крізь цілий ряд настроїв, шукаючи для себе найбільш незалежного місця в житті, де б йому було зручно і матеріально і внутрішньо.»

## Сюжет
Для закордонної преси Максим Горький написав, у формі редакційної передмови, таку нотатку про "Життя Клима Самгіна":
"У своєму новому романі М. Горький поставив перед собою завдання якомога найповніше зобразити сорок років життя Росії, від 80-х років до 1918-го. Роман повинен мати характер хроніки, яка позначить усі найбільші події цих років, особливо ж років царювання Миколи Другого. Дія роману — у Москві, Петербурзі й провінції, в романі діють представники усіх класів. Автор має намір дати ряд характерів російських революціонерів, сектантів, людей декласованих і т. д.
У центрі роману — постать «революціонера мимоволі», зі страху перед неминучою революцією — постать людини, яка почувається «жертвою історії». Цю постать автор вважає типовою. У романі багато жінок, низка маленьких особистих драм, картини Ходинської катастрофи, 9 —е січня 1905 р. в Петербурзі, Московське повстання і т. д. аж до наступу на Петербург ген. Юденича. Автор вводить у роман ряд епізодичних дійових осіб: царя Миколу II, Саву Морозова, деяких художників, літераторів, що, на його думку, і надає романові почасти характеру хроніки".